# Geophis ruthveni
Espèce
Synonymes
- Catastoma ruthveni (Werner, 1925)

Statut de conservation UICN

 LC  : Préoccupation mineure
Geophis ruthveni  est une espèce de serpents de la famille des Dipsadidae.

## Répartition
Cette espèce est endémique du Costa Rica. Elle se rencontre entre 85 et 1 600 m d'altitude.

## Étymologie
Cette espèce est nommée en l'honneur de Alexander Grant Ruthven.

## Publication originale
- Werner, 1925 : Neue oder wenig bekannte Schlangen aus dem Naturhistorischen Staatsmuseum in Wien. Part. 2, Sitzungsberichte der Kaiserliche Akademie der Wissenschaften in Wien, vol. 134, p. 45-66.